# Métabolite secondaire

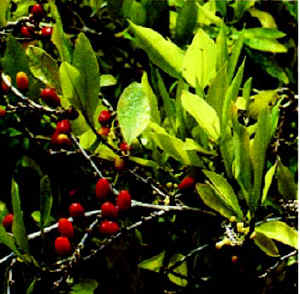
Coca érythroxylum

Un métabolite secondaire est une molécule qui, par exclusion, n'appartient pas au métabolisme primaire. Ce dernier est indispensable à la nutrition, il assure la croissance, le développement d'un organisme. Les métabolites primaires rassemblent les acides aminés, les lipides, les sucres ou les acides nucléiques, par exemple. 
Les métabolites secondaires sont historiquement plus spécifiques aux plantes, bactéries et champignons, mais on découvre également des métabolismes spécifiques à certains groupes animaux, que l'on peut donc qualifier des métabolismes secondaires. On les retrouve dans des compartiments particuliers ou à des moments précis de la vie. Contrairement aux métabolites primaires, ils ne participent pas directement à l’assimilation des nutriments et donc, au développement de l'organisme (la plante, typiquement). 
Cependant, ces composés ne sont pas totalement différents des métabolites primaires. En effet, ils dérivent parfois des mêmes voies de biosynthèse et certains, comme la chlorophylle et la lignine ont des fonctions indispensables pour la croissance de la plante, et pourraient donc faire partie des métabolites primaires.
À ce jour, plus de 100 000 métabolites secondaires ont été identifiés et on estime que chaque végétal produit au moins une centaine de molécules différentes. 
Les métabolites secondaires participent à la vie de relation de la plante (ou de leur organisme hôte), et ils ont des rôles très variés. Ils peuvent servir de défense (sécrétions amères ou toxiques pour les prédateurs) ou au contraire, attirer certaines espèces ayant des rôles bénéfiques (pollinisateurs).
Ils peuvent également permettre la communication entre les plantes, par des messages d’alerte par exemple, ou faire partie de la structure de la plante (tanins et lignine).
Les métabolites secondaires se classent en de nombreux groupes, dont trois grands groupes chez les plantes :
- de type phénol : tanins, lignine, flavonoïdes
- de type azoté : alcaloïdes, bétalaïne, hétérosides cyanogènes et glucosinolates
- de type terpène : hémiterpènes (C5), monoterpènes (C10), sesquiterpènes (C15), diterpènes (C20), triterpènes (C30), tétraterpènes (C40) et polyterpènes (+ que C40).

## Les terpénoïdes
Les terpénoïdes sont des molécules à nombre de carbones multiple de 5, et dont le précurseur est l’isopentényl diphosphate ou IPP. Ce sont des lipides synthétisés à partir de l’acétyl-CoA, ce sont donc des molécules hydrophobes.
Il existe 20 000 molécules connues avec comme motif commun cette base isoprène.
Les terpénoïdes sont stockés dans les vacuoles au niveau de l'écorce, des épines, des racines ou encore des feuilles. On en retrouve également dans le latex.

### Rôles pour la plante
Les terpénoïdes sont pour la plupart des anti-herbivores. Ils ont des effets différents selon la plante, ils peuvent provoquer des convulsions, des allergies de la peau. Ils ont un goût amer et peuvent également inhiber les microsymbioses de l’appareil digestif.
Les terpénoïdes contenus dans le latex sont utiles à la plante pour lutter contre les prédateurs. En effet, quand des insectes, comme les chenilles, pénètrent dans l’écorce d’un arbre producteur de latex, celui-ci va réagir en leur envoyant un gel collant. Celui-ci empêche les insectes de se nourrir et ces derniers finissent par mourir de faim. 
Les terpénoïdes sont également utiles au développement de la plante :
- Les brassinostéroïdes stimulent la croissance des feuilles.
- Les gibbérellines (diterpènes) sont des hormones végétales impliquées dans beaucoup de réponses de la plante, elles provoquent aussi un allongement de la tige et favorisent la floraison.
- Les caroténoïdes, quant à eux, sont impliqués dans la photosynthèse et l'aspect coloré des végétaux (carotte, tomate, etc.), mais sont aussi précurseurs d'hormones végétales (ABA et strigolactones).
- Les huiles essentielles ont une fonction de défense contre les herbivores et les insectes.

### Utilisations par l'humain
De nombreux terpénoïdes ont la particularité de dégager de fortes odeurs : le menthol et le limonène sont par exemple naturellement présents dans des huiles essentielles.
Ils sont utilisés comme antiseptiques et dans certains domaines comme la cosmétique.
Le taxol, extrait de l’écorce de l’If du Pacifique, est un agent anti-cancéreux. Il inhibe la division cellulaire par stabilisation de la tubuline et du fuseau mitotique.
Le latex de l’hévéa permet l’obtention du caoutchouc, utilisé dans de nombreuses industries.

## Les alcaloïdes
Les alcaloïdes sont les principaux composants du métabolisme secondaire. Il en existe environ 12000 répertoriés à ce jour. Ce sont des produits d'origine végétale souvent basiques (goût amer) et plutôt hydrophiles. Les alcaloïdes sont des hétérocycles possédant tous au moins un atome d'azote. Les principaux précurseurs sont des acides aminés simples comme la tyrosine (tyr), le tryptophane (trp), l'ornithine, l'arginine (arg) ou la lysine (lys). Ils sont stockés dans les cellules végétales au niveau des vacuoles.
Ils possèdent de nombreuses propriétés pour la plante jouant un rôle de défense et sont également utilisés en médecine et pharmacie.

### Rôles pour la plante
Le principal rôle des alcaloïdes est de défendre la plante contre les mammifères et les insectes. 
Leur mode d'action dépend de l'espèce végétale :
Les plantes d'espèces « Lupinus » et « Delphinium » possèdent des alcaloïdes qui entrainent des syndromes neurologiques, des vomissements, etc. Ces espèces notamment « Lupinus » ont provoqué de nombreuses intoxications et la mort de bétails.
Pour les plantes de type digitale, la digitaline entraîne une augmentation des contractions cardiaques voire un arrêt cardiaque selon la dose.
Chez les Solanacées, ces plantes possèdent des composés toxiques qui entraînent la formation de pores dans les membranes.
En général, lors de l'absorption par l'insecte, les alcaloïdes sont réduits en molécules non chargées, toxiques en milieu alcalin. Mais quelques insectes ont la faculté de reconvertir les molécules toxiques en molécules non toxiques, ces insectes deviennent alors résistants à l'alcaloïde absorbé et peuvent par la suite les réémettre à leur tour pour se protéger. 
L’herbivore détourne alors les métabolites végétaux à son profit.

### Utilisations par l'humain
De nombreux alcaloïdes sont utilisés en pharmacie :
- La morphine est un antalgique majeur extrait des graines du Pavot Somnifère (Papaver somniferum)
- La codéine est utilisée en tant qu’analgésique et antitussif
- La quinine permet de lutter contre le paludisme
- La scopolamine est utile au traitement de certaines douleurs et pour la prévention du mal des transports
- L'atropine dilate les pupilles, ce qui facilite les examens ophtalmologiques
- La vinblastine est utilisée en chimiothérapie anticancéreuse

D’autres alcaloïdes ont des usages plus courants comme la nicotine employée dans la fabrication d’insecticides et de cigarettes, ou encore la caféine (propriétés stimulantes ou sédatives). La cocaïne est une drogue ayant une action stimulante.

## Les composés phénoliques
Les composés phénoliques sont des molécules aromatiques constituées d’un groupement phényle (C6) et d’un hydroxyle (-OH). Il en existe environ 4500. On peut nommer dans cette famille les tanins, les coumarines, la lignine ou encore les flavonoïdes.
Ces composés sont typiques des plantes vasculaires et ont colonisé l’environnement aérien. La plupart de ces composés phénoliques dérivent d’acides aminés aromatiques : la tyrosine et la phénylalanine.

### Rôles pour la plante
Les composés phénoliques comme la lignine ont des rôles structurels. Elle est accumulée dans les structures de conduction de la plante ce qui lui confère sa rigidité et une croissance indéfinie. La lignine est la macromolécule polymère la plus abondante après la cellulose. Tous les herbivores sont sensibles à cette molécule, elle a des propriétés de défense mécanique contre les attaques.
D’autres composés phénoliques comme les flavonoïdes possèdent des rôles variés. Ce sont des phyto-œstrogènes, ils ont une action néfaste sur l’activité testiculaire de certains prédateurs. Ces molécules sont principalement responsables de la couleur, des arômes et des parfums des plantes. Les flavonoïdes ont également d’autres fonctions, ils ont un effet attracteur sur les pollinisateurs et protègent également les plantes des rayons UV.
Les coumarines interviennent dans un mécanisme de défense contre les herbivores. Les tanins ont également cette propriété. Ils sont présents dans l’écorce, le bois et les feuilles et stockés dans des vacuoles. Certains mammifères comme les moutons et les antilopes sont sensibles aux tanins. En effet, ils ont un pouvoir d’astringence : ils agglomèrent les glycoprotéines de la salive qui lubrifient la langue grâce à leurs nombreux groupements hydroxyles ce qui provoque le dessèchement de la bouche. Ces composés phénoliques ont également des propriétés œstrogéniques, ils diminuent la fertilité des herbivores.

### Utilisations par l'humain
La lignine fait partie des fibres alimentaires qui ont un rôle bénéfique dans le transit intestinal et stimulent la flore bactérienne (diminution des risques de cancer colorectal). 
Les flavonoïdes sont des substances cancéro-protectrices. 
Les coumarines et les tanins ont des propriétés anti-oxydantes.
Les coumarines dégagent une odeur rappelant la vanilline, elles sont utilisées en parfumerie et également par de grands chefs cuisiniers.
On parle aussi de métabolites secondaires pour qualifier les composés que produisent les micro-organismes (bactéries, champignons...) lorsque leur milieu de culture s'appauvrit en éléments nécessaires à sa croissance et donc lorsqu'ils entrent dans une phase décroissante de développement. Ces composés sont en général toxiques mais ils peuvent aussi présenter un intérêt économique, voire une haute valeur ajoutée (médicale).
Un métabolite secondaire est aussi un produit de la phase obscure (cycle de Calvin) de la photosynthèse.